# Raymond Reding
Pour les articles homonymes, voir Reding.
Raymond Reding, né le 23 février 1920 à Louviers (Normandie, France) et mort le 26 avril 1999 à Anderlecht (région de Bruxelles-Capitale), est un auteur de bande dessinée belge ayant essentiellement illustré le thème du sport.

## Biographie

### Jeunesse
Raymond Reding naît le 23 février 1920 à Louviers en Normandie. Il est le fils d’un père militaire belge de descendance suisse et d’une mère française (reimoise) de descendance irlandaise, il grandit dans une famille anglaise. Ainsi, il maîtrise mieux l'anglais que le français et ne fréquente pas l'école ; il est parfaitement analphabète. Il quitte la Normandie pour s'établir en Belgique en 1931. À Bruxelles, au Collège Saint-Pierre (Uccle), il suit des humanités gréco-latines, ses enseignants lui inculquent le goût de la culture, il excelle dans toutes les matières, mais il se révèle plutôt médiocre en dessin. Ses parents caressent l'idée qu'il pourrait devenir interprète. Il consacre ses loisirs au piano qu'il apprend en autodidacte. Il compose la musique en improvisant mais ne l'écrit pas car cela prend trop de temps. Sa véritable passion, c’est le sport. Fan de Johnny Weissmuller qui fut champion olympique de natation, il s’inscrit au Cercle de Natation de Bruxelles et il en devient l’un des plus brillants espoirs. À l'âge de 19 ans, grâce à un ami, il découvre ensuite le tennis et multiplie les tournois jusqu’en 1939. Ses parents n'ayant plus les moyens, il doit interrompre ses études afin d’assurer la distribution des journaux pour la librairie familiale située à Forest, puis en 1940. Pendant la Seconde Guerre mondiale, il rejoint ses parents exilés à Toulouse, sur le trajet il achète un cahier et réalise son premier dessin par oisiveté. Il s’installe dans le sud de la France où le directeur d’une galerie d’art lui fait découvrir le dessin. Quant il revient en Belgique, il cesse de dessiner et ne se remet au dessin qu'à l'âge de 24 ans. À la Libération en 1944-1945, il exerce différents petits boulots : pianiste de jazz, enseignant d’anglais, comédien et écrivain le temps de quelques pièces de théâtre, romans et contes pour enfants.

### Les débuts
En 1944, Raymond Reding commence une carrière de scénariste et de dessinateur au journal Bravo, il restera dans ce journal jusqu'en 1946 où il publie des contes pour enfants. Puis, il s'oriente vers la publicité comme rédacteur, excellente école qui lui permet de tout dessiner.
En 1947, il crée Monsieur Crô, un détective, pour Récréation, supplément du jeudi de La Dernière Heure. En 1949, il travaille brièvement pour L'Aiglon, une publication parrainée par la chocolaterie éponyme de Verviers. L'année suivante, il rejoint l’équipe du Journal de Tintin où il entreprend la biographie de Saint Vincent de Paul titrée Monsieur Vincent, l'ami des pauvres avec l'aide du curé de sa paroisse, l'album paraît au Lombard en 1957 et sera réédité par Hélyode en 1992,. Toujours en 1950, il engage Géri comme assistant. En 1951, il devient papa de son fils Yvon, il dessine son second long récit dans Tintin : Le Pacte de Pashutan et publie pour la première fois dans Spirou. En 1952, il publie toujours dans Tintin le moyen récit en 21 planches Le Chinois au manteau rouille. Il dessine une trentaine de récits complets historiques de 1953 à 1957 dans Tintin. Pour le supplément jeunesse Récréation du journal belge La Dernière Heure, il anime pendant 13 années de 1953 à 1966 le personnage féminin de Prunelle, journaliste en tous genres... qu'il signe alors Ray Reding ou encore Simbrac pour Pimperdu contre les Zogres. Le 29 septembre 1955, il dessine la couverture de l'édition française du journal Tintin pour l'annonce d'une histoire complète : Miss Casse-cou mène le jeu. En 1956, il publie une planche dans Risque-Tout no 40, des illustrations dans Bonnes Soirées et réalise une aventure en 40 planches de l’explorateur John Hatfield dans le Congo belge intitulée La Griffe de Tuganda pour Récréation. En outre, il dessine des récits en 3 planches de genre « Histoires vécues » probablement sur des scénarios d'Yves Duval pour le journal Line des éditions Lombard et Dargaud de 1956 à 1958.

### Jari, puisVincent Larcher
En 1957, Raymond Reding commence, dans le Journal de Tintin, la série Jari narrant les aventures d’un professionnel de tennis (Jimmy Torrent) et son jeune pupille Jari. La série rencontre le succès de manière immédiate : le premier album est publié en 1960 édité par le Lombard fait l’objet d’une adaptation radiophonique et la carrière du jeune tennisman est même couronnée par une première place au référendum du journal. En 1965, il publie Le Justicier de Malagne qui se déroule dans les Ardennes belges, ce qui lui vaudra d'être fait citoyen d'honneur de la ville de Rochefort. La série se poursuit jusqu'en 1977 à un rythme de moins en moins soutenu.
En 1963, il crée, toujours dans le Journal de Tintin, Vincent Larcher, son premier footballeur, avant-centre de l’AC Milan. Il travaille en studio avec sa planche à dessin devant lui et son piano derrière. À la télévision, il ne rate aucun match de football. Il concède être un paresseux qui travaille beaucoup. Quelques épisodes plus tard, son ami Olympio, doté de pouvoirs télépathiques et d'exceptionnelles facultés physiques, se joint à Vincent Larcher et la série vire à la science-fiction.
En 1967, Raymond Reding est victime d’un très grave accident de la route, à force de courage et après des mois de rééducation et grâce au vélo, il retrouve petit à petit, le chemin de sa planche à dessin et des courts de tennis…
En mai 1968, Michel Greg le décrit comme un excellent portraitiste et rapporte ses rencontres avec des championnes d'athlétisme.

### Section R
En 1971, Raymond Reding crée, pour le Journal de Tintin, la Section R composée de deux anciens athlètes opérant comme journalistes-enquêteurs qui résolvent des énigmes à connotation sportive.
En 1979, il quitte le Journal de Tintin pour Footy un magazine de football en emportant avec lui la Section R et son héroïne Sophie Ravenne.

### Éric Castel
Toujours en 1979, pour le nouveau support Super As,il entreprend avec sa collègue Françoise Hughes la série Éric Castel que ses lecteurs connaissaient déjà depuis 1974 sous le nom de Max Falk. Le magazine allemand Zack à Koralle Verlag le publie sous le nom de Kai Falke. Éric Castel est probablement son héros le plus abouti, et le plus populaire des footballeurs imaginaires. Au début de la série, le joueur arrive au FC Barcelone en provenance de l'Inter Milan ; il effectuera par ailleurs une pige au PSG. Les personnages périphériques sont attachants, notamment le jeune Pablito Varela et ses amis, les pablitos. Éric Castel est une série de quinze albums d’une bande dessinée détaillée, dotée de décors étonnants et d'un scénario structuré publiée chez Fleurus (3 albums 1979-1980), Hachette, Novedi et Dupuis (1 album, 1992). La série s'achève en 1992.
Parallèlement à sa série phare, Reding crée de nouvelles séries qui ne dépassent pas le premier et unique album. En 1977, il crée la Fondation King et s'attaque au saut en hauteur (Dargaud). En 1987, il aborde le monde des humains à travers les yeux du chien Pytha dans le monde du tennis dans un registre plus humoristique. Le second épisode annoncé au 2e plat de l'album chez Novedi ne paraît pas. En 1990, Raymond Reding revient dans Hello Bédé avec Chris Larzac, un nouveau champion de tennis, un album aux éditions du Lombard la même année.
Il avoue une influence en littérature de Rabelais, Shakespeare, H.G. Wells et de nombreux autres auteurs anglo-saxons et au théâtre de Michel de Ghelderode. Il a une grande admiration dans le domaine musical pour Erik Satie, Maurice Ravel, Claude Debussy et une très grande admiration pour Frédéric Chopin. En bande dessinée, il admire Hermann, Jacobs, son ami Jean Graton et Guy Bara pour son humour anglais.
Selon Gilles Ratier, « Raymond Reding fit [...] partie de cette deuxième génération de dessinateurs apparue dans les années cinquante (avec Jean Graton, François Craenhals, Tibet, Albert Weinberg, Dino Attanasio, Berck, Mittéï, Édouard Aidans et quelques autres) qui renouvela le vénérable journal Tintin enfermé dans une ligne claire un peu trop sage. » et de poursuivre
« son style réaliste et dynamique, sa parfaite connaissance des sujets exploités et son efficacité imaginative à mêler habilement sentiments et intrigues, a su toucher bien des lecteurs et susciter nombre de vocations sportives [...] »

### Collaboration
Depuis le début des années 1970, Reding se fait assister de Françoise Hughes comme coloriste, décoriste et pour le lettrage. Déjà en février 1969, Reding déclare dans l'interview donnée à Ran Tan Plan qu'elle intervient dans le scénario et effectue avec lui les repérages à l'étranger pour Olympic 2004 (1969).

### Décès
Raymond Reding s’éteint le 26 avril 1999 à Anderlecht,.

## Œuvre

### Albums de bande dessinée

#### One-shots et assimilés
- Les Disques de feu[35], Regards, janvier 2010
Scénario : Rémy Bourlès et A. Moreau - Dessin : Rémy Bourlès et Raymond Reding - Couleurs : quadrichromie,Contient un récit de 32 planches - Disques de feu ainsi que 3 récits  de Bob l'Ardent de 8 planches chacun - Bob l'Ardent sera-t-il champion ? - Contre les pillards du Texas - Bob l'Ardent pilote le Z14 - (12 planches en couleurs) - Pas d'ISBN.
- Monsieur Vincent l'ami des pauvres[36], Le Lombard, coll. « du Lombard », Bruxelles, janvier 1957
Scénario et dessin : Raymond Reding - Couleurs : quadrichromie,Dos toilé avec les Points Tintin en fin d'album. Considéré par Francis Matthys, journaliste à La Libre Belgique comme un des chefs-d’œuvre de la biographie édifiante[21].
- Le Pacte de Pashutan
- La Griffe de Tuganda[19], Hi, février 2019
Scénario : L. Gernay - Dessin et couleurs : Raymond Reding,40 planches parues dans Récréation en 1956.
- Fondation King
- 1. Ciel !... Aurait-on volé l'amiral noir ?, Novedi, janvier 1987
Scénario et dessin : Raymond Reding - Couleurs : quadrichromie -  (ISBN 2-8039-0040-8)[37]Unique album de la série Pytha
- 1. Le 3ème Bras de Kan Shin, Le Lombard, Bruxelles, juin 1990
Scénario et dessin : Raymond Reding - Couleurs : quadrichromie -  (ISBN 2-8036-0808-1)[38],[39]Unique album de la série Chris Larzac - Le Grand Chelem
- HS. Reding - Tirs au but[40], CBBD et La Poste belge, coll. « Philabédé », Bruxelles, 2e trimestre 1998
Scénario et dessin : Raymond Reding - Couleurs : Frank Brichau -  (ISBN 2-930196-04-1),Préface : Jean Auquier. Outre une biographie de l'auteur, cet album reprend deux histoires recolorisées : Un match en trop (Vincent Larcher) et Au doigt... à l’œil... au sifflet ! (une aventure de la Section R). Format A5. Tirage limité à 1 200 exemplaires numérotés. Revêtu d'un bloc-feuillet et de deux timbres, avec oblitération spéciale.

### Illustrations
- Illustration de la couverture du roman L'Autre Vallée de Jon Cleary, Marabout, Verviers, 1952 sous le pseudonyme de Red.

### Divers
À l'instigation de l'inspecteur de police et scénariste de bande dessinée Francis Dorao, il a aussi créé dans les années 1980, une série réaliste de cibles de tir pour l'entraînement de la police aux côtés des dessinateurs Hermann, Malik, Arthur Piroton , Yves Swolfs ou William Vance et de la société PLJ Targets. En 2023, lors du festival de la bande dessinée de Knokke-Heist, elles seront publiées en un tirage trilingue français, néerlandais et anglais.

### Expositions
- L’univers de la Bande dessinée organisée à l'occasion des 25 ans du journal Tintin, Passage 44, Bruxelles, octobre 1971[43],[44].
- Bulles et Balles - Musée de Roland-Garros, Paris du 10 juin au 31 décembre 2009[45].

### Collections publiques
17 œuvres de cet artiste sont conservées au Centre belge de la bande dessinée et font partie du patrimoine mobilier de la région Bruxelles-Capitale.

## Réception

### Distinctions

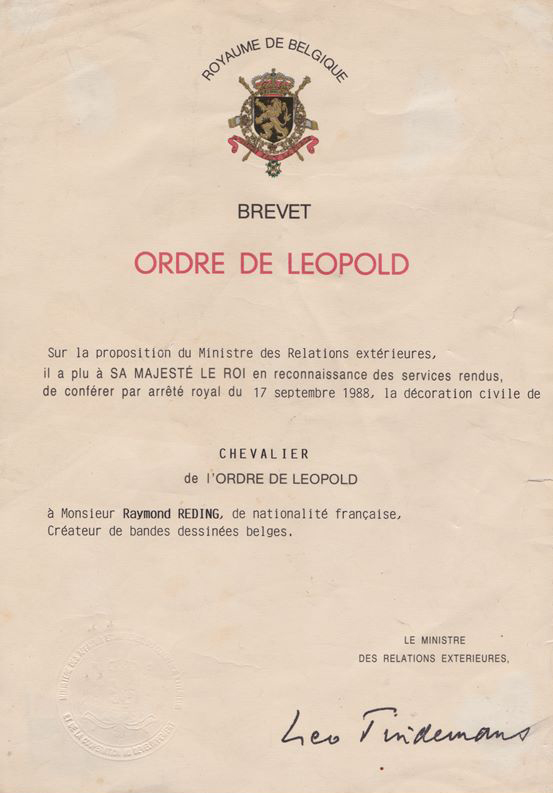
Brevet Ordre de Léopold

- Chevalier de l'ordre de Léopold en décembre 1991 comme auteur ayant plus de vingt ans de carrière[47].

### Prix et récompenses
- 1991 :  Crayon d'or de la Ville de Bruxelles décerné par la Chambre belge des experts en bande dessinée[48].

### Postérité
Au 2e trimestre 1998, La Poste belge émet une série de timbres dessinés par Raymond Reding consacrés aux jeux de balle à l'occasion de la Coupe du monde de football 1998 dans le cadre de son émission annuelle « Philatélie de la Jeunesse ».